# Jaylen Johnson
Jaylen Rashawn Ziyad Johnson (Ypsilanti, Míchigan, 7 de agosto de 1996) es un baloncestista estadounidense que pertenece a la plantilla del Yalovaspor BK de la BSL turca. Con 2,06 metros de estatura, juega en la posición de alero.

## Trayectoria deportiva

### Universidad
Jugó tres temporadas con los Cardinals de la Universidad de Louisville, en las que promedió 5,2 puntos y 3,8 rebotes por partido. Al término de su temporada júnior decidió presentarse al Draft de la NBA, renunciando así a su último año como universitario.

### Profesional
Tras no ser elegido en el Draft de la NBA de 2017, fue invitado por los Chicago Bulls a participar en las Ligas de Verano de la NBA, disputando dos partidos en los que promedió 1,0 puntos al no contar apenas con minutos de juego. Fue finalmente despedido antes del comienzo de la temporada. Semanas después se incorporó a los Windy City Bulls como jugador afiliado.
[actualizar]
El 6 de enero de 2021, firma por el Cherkaski Mavpy de la Superliga de baloncesto de Ucrania.
El 23 de octubre de 2021 fue elegido en el puesto número 8 del Draft de la NBA G League de 2021 por los Motor City Cruise.